# Walcott (Dakota Północna)
Walcott – miasto w Stanach Zjednoczonych, w stanie Dakota Północna, w hrabstwie Richland.